# Sinchonoa machua
Sinchonoa machua är en insektsart som beskrevs av Delong 1980. Sinchonoa machua ingår i släktet Sinchonoa och familjen dvärgstritar. Inga underarter finns listade i Catalogue of Life.